# Indie
Indie (hindi भारत, trl. Bhārat, trb. Bharat, wymowaⓘ; ang. India, wymowaⓘ /ˈɪndiə/), Republika Indii (hindi: भारत गणराज्य, trl. Bhārat Gaṇarājya, trb. Bharat Ganaradźja; ang. Republic of India) – państwo położone w Azji Południowej, zajmujące większość subkontynentu indyjskiego. Jest największym państwem świata pod względem liczby ludności oraz siódmym pod względem powierzchni; jest także najludniejszą demokracją świata. Stolicą jest Nowe Delhi.
Od południa Indie otoczone są Oceanem Indyjskim, od południowego zachodu Morzem Arabskim, a od południowego wschodu Zatoką Bengalską. Od północy Indie ograniczone są przez Himalaje oraz Karakorum. Na północnym zachodzie graniczą z Pakistanem, na północy z Chinami, Nepalem i Bhutanem, na północnym wschodzie z Mjanmą i Bangladeszem, a na południowym wschodzie przez zatokę Mannar i cieśninę Palk graniczy ze Sri Lanką i Malediwami. Indyjskie wyspy Andamany i Nikobary dzielą granicę morską z Tajlandią i Indonezją.
W 2017 r. gospodarka indyjska była 6. na świecie pod względem PKB nominalnego oraz 3. pod względem parytetu siły nabywczej. Posiada też bardzo wysokie dochody z szarej strefy, wielokrotnie przewyższające oficjalny produkt. Po reformach liberalizujących gospodarkę z 1991 Indie stały się jednym z najszybciej rozwijających się krajów świata oraz zostały zaliczone do krajów nowo uprzemysłowionych. Powszechne są zjawiska ubóstwa (nie wliczając dochodów z szarej strefy), niedożywienia, korupcji oraz słabo rozwiniętej publicznej opieki zdrowotnej. Indie posiadają broń jądrową oraz uważane są za mocarstwo regionalne. Indyjskie Siły Zbrojne są 2. na świecie pod względem liczebności wojska oraz 4. pod względem wydatków na obronność. Indie są parlamentarną republiką federalną podzieloną na 28 stanów i 7 terytoriów. Kraj słynie z kinematografii, bogatej kuchni oraz bujnego ekosystemu.

## Geografia
Od północy Indie są ograniczone przez łańcuchy górskie: Karakorum i Himalaje. Z Indiami graniczą: Pakistan na północnym zachodzie, Chiny, Nepal oraz Bhutan na północy, Mjanma i Bangladesz na północnym wschodzie, Sri Lanka przez zatokę Mannar i cieśninę Palk na południowym wschodzie. Od południowego zachodu kraj otaczają wody Morza Arabskiego, zaś od południowego wschodu Zatoki Bengalskiej i Morza Andamańskiego. Do Indii należą archipelag Lakkadiwów leżący na Morzu Arabskim 450 km na zachód od wybrzeży kraju oraz leżące w Zatoce Bengalskiej archipelagi Andamanów i Nikobarów.
Najwyższym punktem jest ośmiotysięcznik Kanczendzonga położony w Himalajach na granicy z Nepalem wznoszący się na wysokość 8586 m n.p.m.
- Położenie geograficzne: 8°–37° N, 68°–97° E
- Rozciągłość równoleżnikowa – 2933 km
- Rozciągłość południkowa – 3214 km

### Miasta

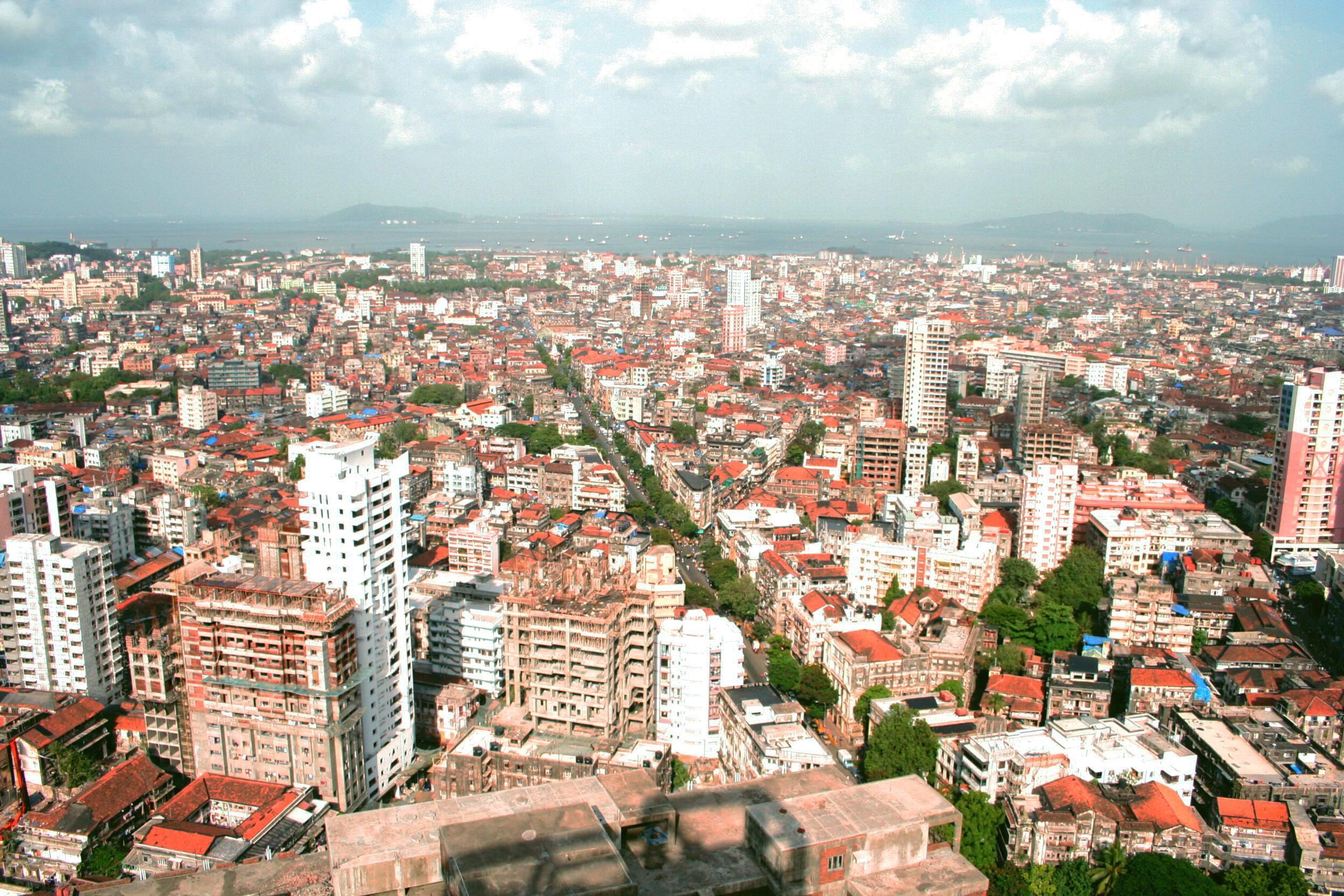
Mumbaj

- Mumbaj[14] – 16,4 mln mieszkańców[15] (zespół miejski: 22,9 mln[16])
- Delhi – 11,5 mln (zespół miejski: 26,5 mln)
- Bengaluru – 5,3 mln (zespół miejski: 10,5 mln)
- Kolkata – 4,6 mln (zespół miejski: 15,0 mln)
- Ćennaj[17] – 4,4 mln (zespół miejski: 10,3 mln)
- Ahmadabad – 3,8 mln (zespół miejski: 7,6 mln)
- Hajdarabad – 3,7 mln (zespół miejski: 9,3 mln)
- Pune – 3,2 mln (zespół miejski: 5,9 mln)
- Surat – 3,1 mln (zespół miejski: 5,9 mln)
- Kanpur – 3,0 mln (zespół miejski: 3,1 mln)

### Granice Indii
- Długość granic:
  - Bangladesz – 4053 km
  - Chiny – 3380 km
  - Pakistan – 2912 km
  - Nepal – 1690 km
  - Mjanma – 1463 km
  - Bhutan – 605 km

### Rzeki

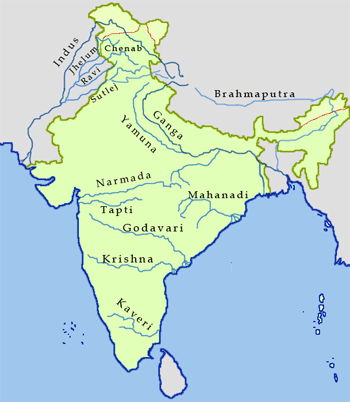
Rzeki Indii

Rzeki Indii należą do zlewiska Oceanu Indyjskiego. Największe rzeki:
Ganges czczony przez hinduistów jako święta rzeka, jego dopływy Jamuna, Son, Damodar, Ghaghra. Ganges łączy się w delcie z Brahmaputrą. Na zachodzie dopływy Indusu.

### Wyspy
Wyspy Indii:
- Andamany
  - Wielki Andaman
    - Andaman Północny
    - Andaman Środkowy
    - Andaman Południowy

  - Barren
  - Mały Andaman
  - Archipelag Ritchie
  - Sentinel Północny
  - Sentinel Południowy
- Nikobary
  - Wielki Nikobar
  - Mały Nikobar
  - Kar Nikobar
  - Katczal
- na rzece Kaweri
  - Srirangapatna
  - Shivanasamudram
  - Srirangam

oraz
Chorao, Diu, Divar, Lakkadiwy, Majuli, Monroe, wyspy w okolicy Mumbaju, Rameswaram, Sriharikota, Vashee, Willington

## Klimat
Zwrotnikowy, na północy zwrotnikowo-monsunowy, na południowym zachodzie wilgotny, stopniowo przechodzi w suchy w zachodniej części Niziny Hindustańskiej, w Karakorum i Himalajach podzwrotnikowy górski. W wyższych partiach gór zima trwa 6 miesięcy. Częste cyklony połączone z wielkimi ulewami w okresie przejściowym między monsunem letnim a zimowym. Średnia temperatura w styczniu wynosi od ok. +15 °C u podnóża Himalajów do ok. +28 °C na południu. W maju, który jest najcieplejszym miesiącem roku, temperatury wynoszą +27 do +30 °C, z wyjątkiem pustyni Thar, gdzie temperatura osiąga +36 °C. W Delhi dochodzi nawet do +45 °C.

## Historia

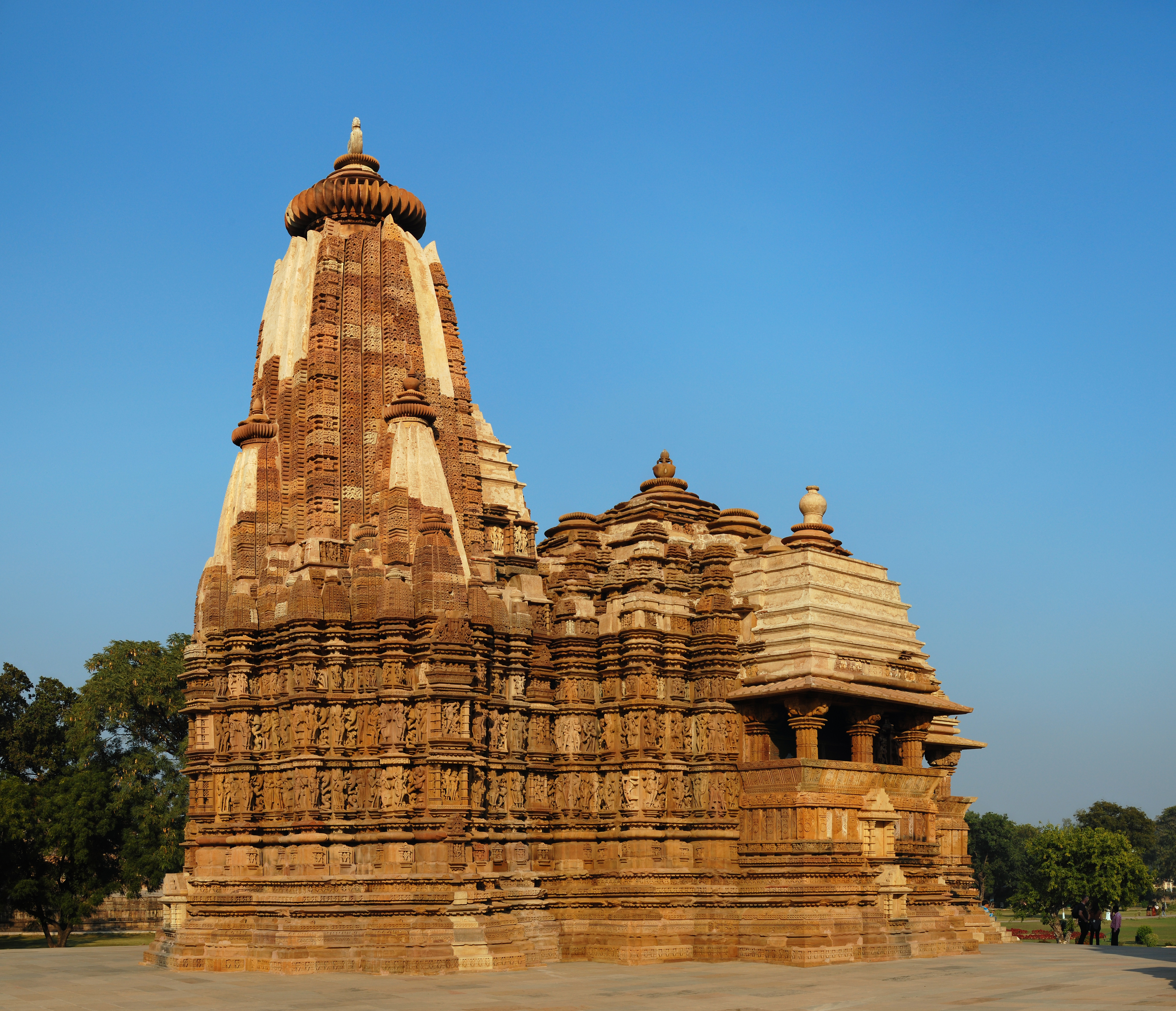
Devi Jagadambi Mandir w Kadźuraho

### Prehistoria i starożytność
Pierwsze ślady homo sapiens na terenie dzisiejszych Indii liczą przeszło 30 tys. lat. Od IV tysiąclecia p.n.e. datują się pierwsze cywilizacje rolnicze na subkontynencie indyjskim. Pierwsze cywilizacje miejskie pojawiły się w trzecim tysiącleciu p.n.e. W XV w. p.n.e. Ariowie podbili miejscowe plemiona. Utworzyły się liczne samodzielne królestwa. Zachodnie Indie zostały podbite najpierw przez władcę Persów Dariusza w 518 p.n.e., a w 327 p.n.e. przez Aleksandra Macedońskiego. Następnie dochodziło do kilkukrotnego zjednoczenia terenów Indii i ponownego rozpadu na samodzielne królestwa.

### Indie muzułmańskie i cywilizacja Mogołów
Islam dotarł do zachodnich Indii około roku 712. W XIV wieku niemal cały półwysep znalazł się pod panowaniem muzułmańskim. Następnie nastąpił ponowny rozpad, aż do zjednoczenia kraju pod rządami Wielkich Mogołów. W 1498 dotarł do Indii Vasco da Gama. Imperium obejmujące niemal całe Indie i część Azji Środkowo-Wschodniej powstało za czasów Akbara. Z czasem subkontynent stał się obiektem zainteresowania umacniających się mocarstw europejskich.

### Czasy nowożytne

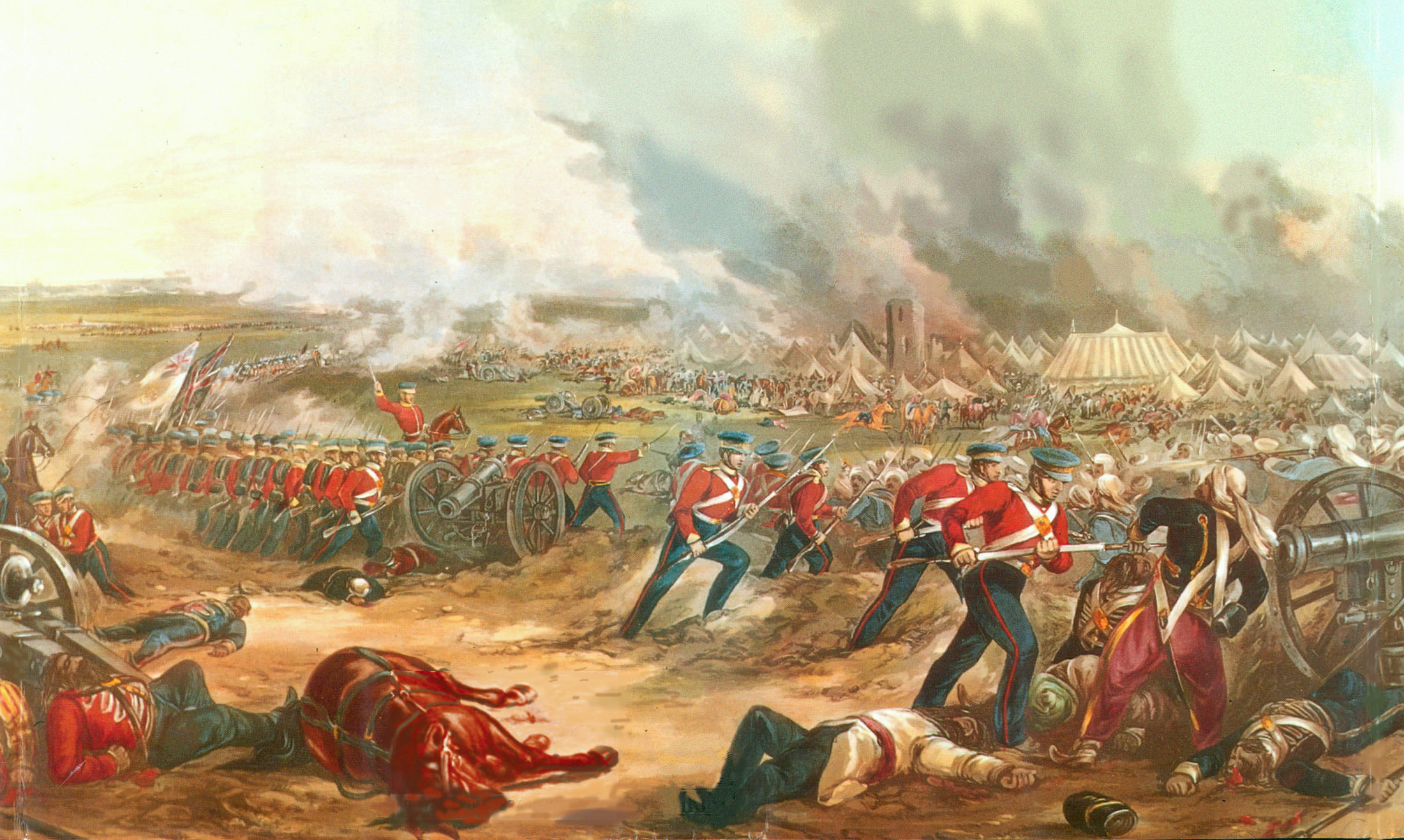
I wojna Brytyjczyków z Sikhami w latach 1845–1846

Walkę o wpływy i hegemonię w Indiach toczyło m.in. Imperium Brytyjskie, stopniowo podporządkowując sobie jego terytoria, które to stały się „klejnotem w koronie brytyjskiej”. W 1876 królowa Wiktoria zostaje Cesarzową Indii. W XX wieku ruch narodowowyzwoleńczy w Indiach przybiera na sile. Pokojowe akty nieposłuszeństwa organizowane przez Mahatmę Gandhiego i Indyjski Kongres Narodowy oraz sytuacja geopolityczna po drugiej wojnie światowej zmusiły Wielką Brytanię do przyznania niepodległości Indiom i Pakistanowi w 1947. Początek indyjskiej państwowości związany był z licznymi starciami na tle religijnym, szczególnie na terenach Prowincji Pogranicze i Pendżabu, gdzie doszło do krwawych starć między hinduistami a muzułmanami. 30 stycznia 1948 roku przez fundamentalistę zabity został Mahatma Gandhi.

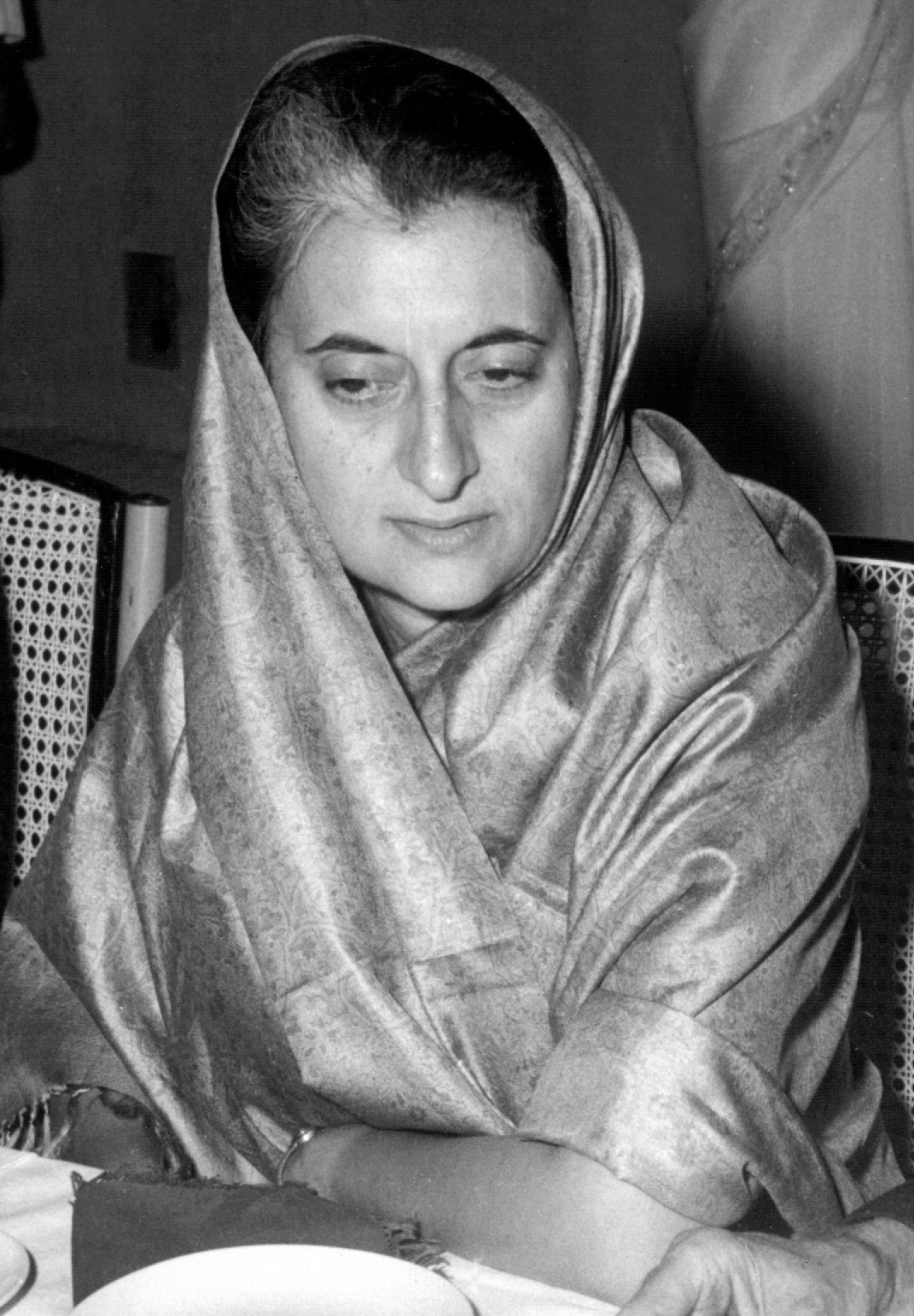
Indira Gandhi

Pierwszym premierem Indii został Jawaharlal Nehru. Reformy wprowadzone przez Nehru eliminowały nierówności społeczne wynikające z tożsamości kastowej i plemiennej. Rząd przyjął model gospodarki mieszanej. W polityce zagranicznej przyjęto kurs niezaangażowania a Indie stały się jednym z założycieli Ruchu Państw Niezaangażowanych. Indie w pierwszym okresie niepodległości wdały się w spory graniczne z Chinami co spowodowało w latach 60. wojnę między tymi państwami – w 1962 roku Indie toczyły wojnę z Chinami o północny Kaszmir i tzw. NEFA (Północno-Wschodni Obszar Graniczny). W wyniku wojny chińsko-indyjskiej Chiny zajęły sporne terytorium Aksai Chin.
Następcą Nehru był Lal Bahadur Shastri. W okresie jego kadencji miejsce miała II wojna o Kaszmir. Kolejnym wybitniejszym premierem została Indira Gandhi (córka Nehru). Gandhi zakończyła w 1966 roku kryzys gospodarczy i osiągnęła w kolejnych latach wzrost gospodarczy na poziomie kilku procent. Wzrost gospodarczy Indii zahamowały Stany Zjednoczone Ameryki oraz Międzynarodowy Bank Rozwoju, które nie zrealizowały swoich obietnic względem Indii. W tym czasie stosunki indyjsko-amerykańskie uległy dalszemu pogorszeniu z powodu krytyki przez Gandhi amerykańskiego bombardowania Wietnamu, w efekcie czego prezydent USA wstrzymał przesyłki ziarna, by zmusić Indie do poparcia USA w konflikcie. W tej sytuacji prowadzona dotychczas liberalizacja gospodarcza została porzucona a już w roku 1969 rozpoczęto czwartą pięciolatkę która doprowadziła do większej kontroli państwa nad gospodarką. Pod koniec lat 60. wybuchło trwające do dzisiaj (z różnym natężeniem) powstanie maoistowskie w Indiach obejmujące tereny tzw. czerwonego korytarza na wschodzie państwa (głównie Bengal Zachodni). W okresie kadencji Indiry Gandhi Sikkim został włączony w skład Indii. Gandhi nawiązała przyjacielskie więzi z Bangladeszem, który poparła w wojnie wyzwoleńczej przeciwko Pakistanowi.
W 1977 roku dominacja Kongresu została przełamana i wybory wygrała opozycyjna partia Janata. Rządy opozycyjnej prawicy doprowadziły do najsilniejszej recesji (-5,2%) w historii Indii i inflacji sięgającej 18,2%. W latach 80. władzę ponownie przejęła Gandhi, która tym razem zliberalizowała gospodarkę. Premier postawiła na zaostrzenie wydatków publicznych, większą efektywność przedsiębiorstw państwowych oraz stymulowanie sektora prywatnego poprzez deregulację. Szósty plan okazał się najbardziej udanym z pięciu planów, wykazując w latach 1980–1985 średni wzrost 5,7%. W 1984 roku Indira Gandhi została zastrzelona przez sikhijskich ochroniarzy w odwecie za skierowaną przeciwko separatystom operację Niebieska Gwiazda w Amritsarze. Po śmierci Indiry władzę objął jej syn, Rajiv Gandhi. Rajiv zmodernizował gospodarkę, zwiększył wsparcie finansowe rządu dla nauki i techniki, zmniejszył import, podatki i cła na przemysł oparty na technologii. Rajiv poprawił stosunki z USA i rozszerzył współpracę gospodarczą i naukową z tym państwem kosztem stosunków z ZSRR. 29 lipca 1987 roku Gandhi i prezydent Sri Lanki Junius Richard Jayewardene podpisali układ o przyjaźni indyjsko-cejlońskiej. Następnego dnia, 30 lipca, doszło do nieudanej próby zamachu na Gandhiego. Do udanego zamachu na premiera doszło pięć lat później w Sriperumbudur. Zamach bombowy został przeprowadzony przez terrorystów z tamilskiej organizacji separatystycznej Tamilskie Tygrysy.

## Demografia
Ludność: 1,428 mld (2022) – Indie są największym państwem na świecie pod względem liczby ludności.

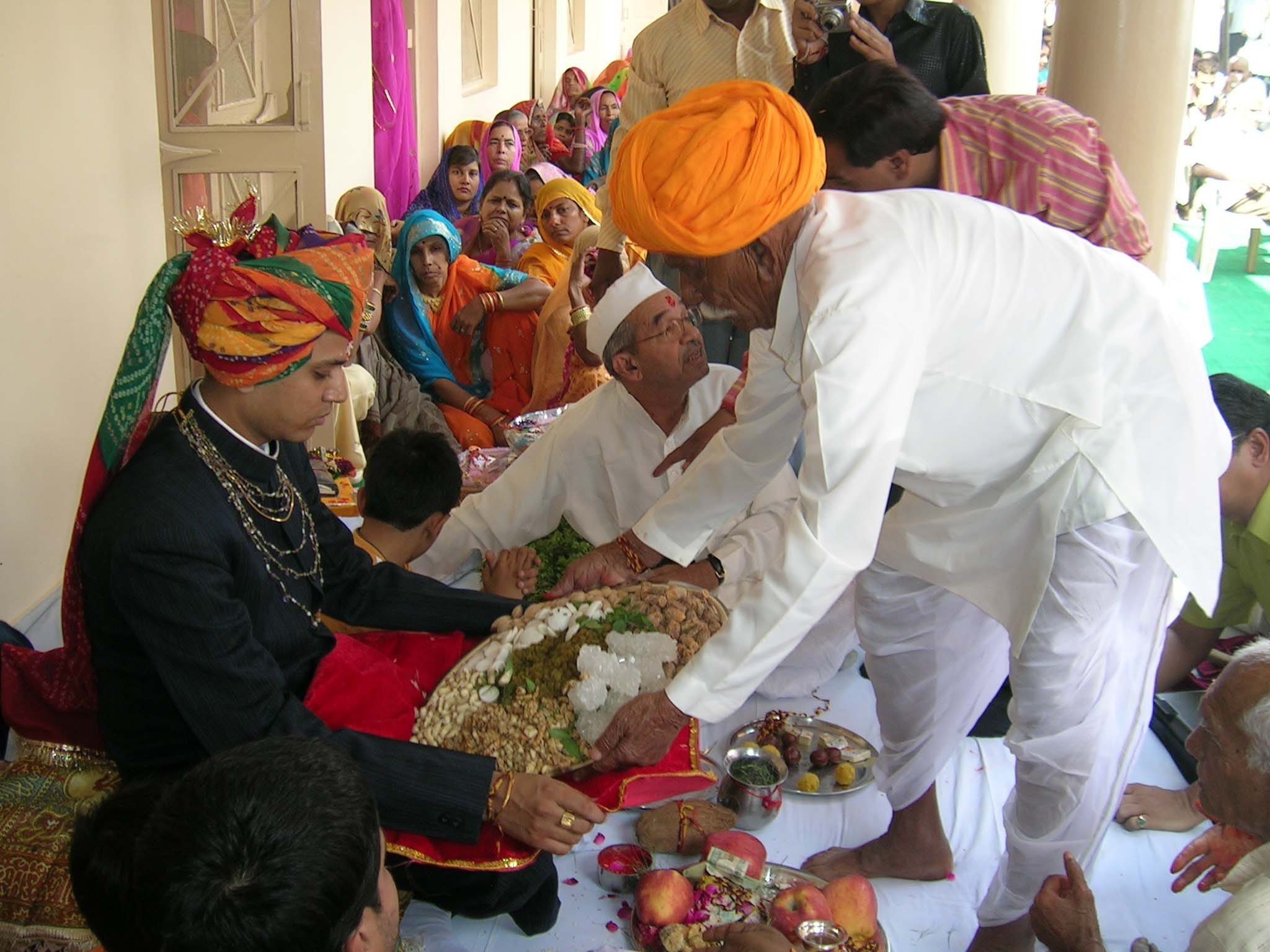
Hinduski ślub w Radżastanie

### Struktura językowa
Struktura językowa Indii:
- 39% osoby posługujący się którymś z dialektów języka hindi
- 8% Telugowie
- 8% Bengalczycy
- 7% Marathowie
- 7% Tamilowie
- 5% Gudźaratowie
- 4% Kannadowie
- 4% Keralczycy
- 18% przedstawiciele innych grup językowych.

### Wyznania
- hinduiści – 80,5%
- muzułmanie – 14,4%
- chrześcijanie – 2,5%:

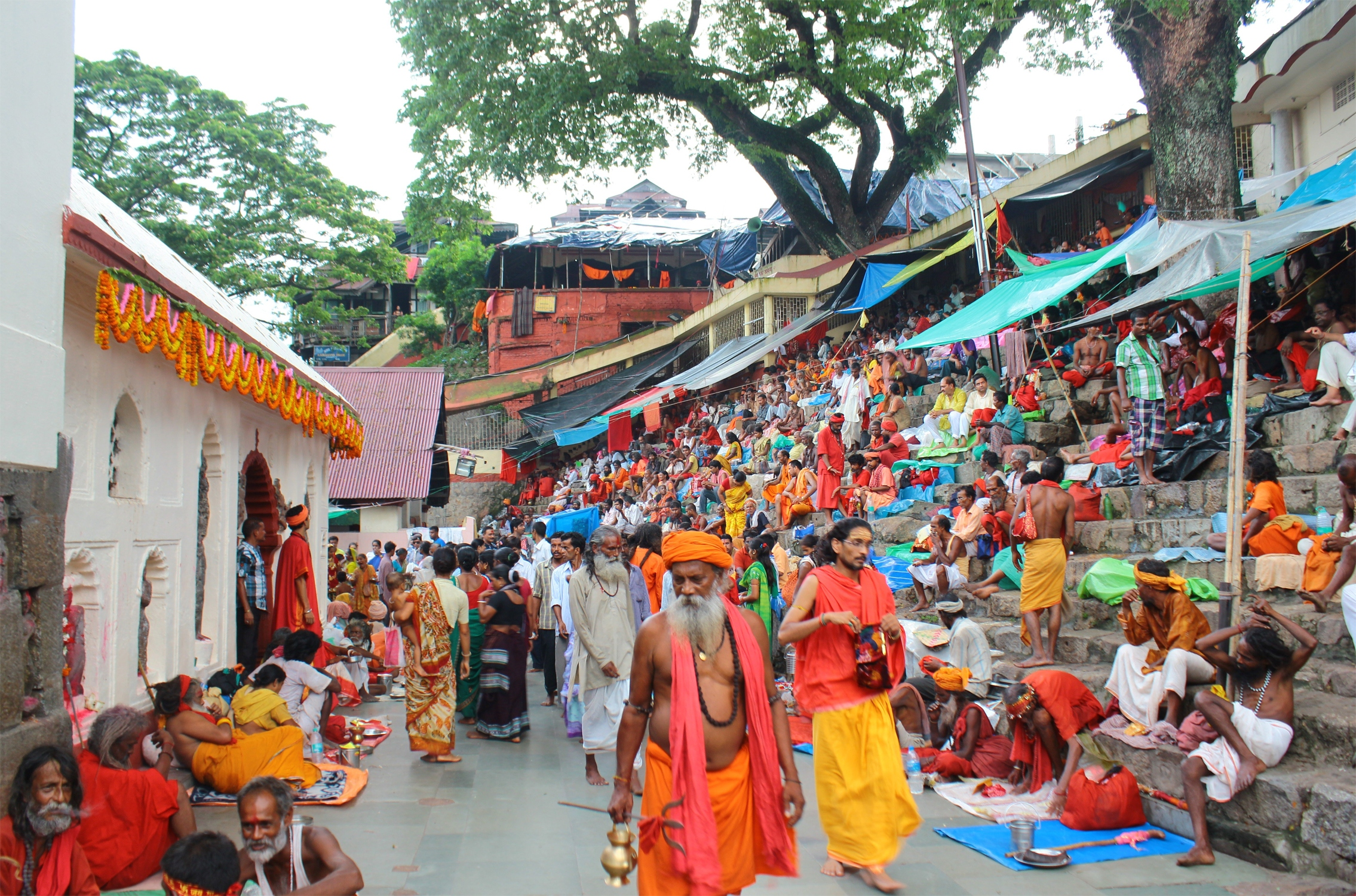
W hinduskiej świątyni w Asamie

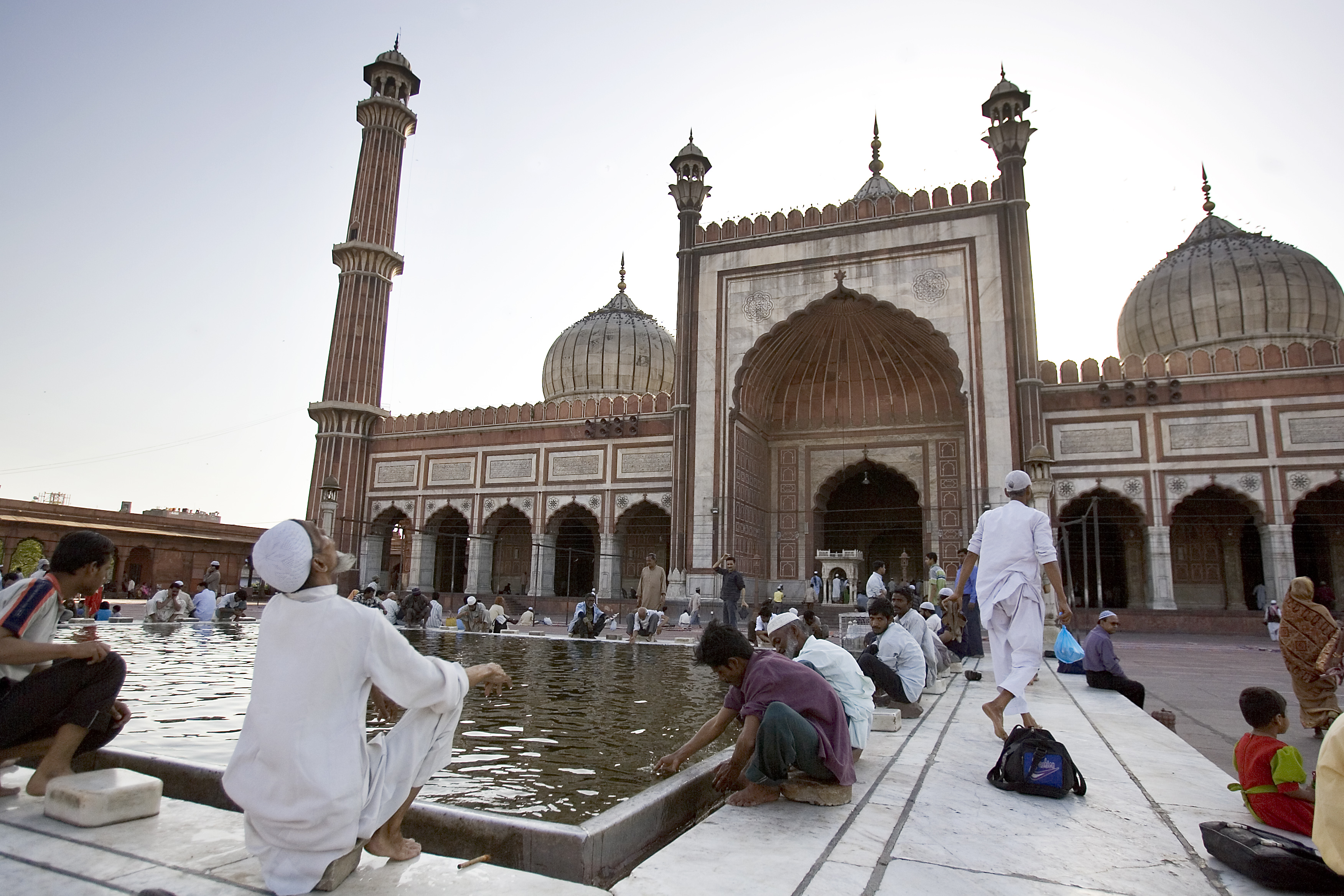
Dżami Masdżid w Delhi

  - protestanci – 1,5% (głównie kościoły ewangelicko-unijne, zielonoświątkowcy, baptyści i adwentyści dnia siódmego)
  - katolicy – 0,9%
  - prawosławni – 0,2%
- buddyści – 1,1%
- animiści – 0,5%
- Inne religie – 2,3% (głównie sikhowie, a także dźiniści, bahaiści, parsowie, żydzi)
- bez religii – 0,07%

Źródło: Pew Research Center, 2010.

### Języki urzędowe Indii
Językiem oficjalnym jest hindi. Język angielski pełni rolę języka pomocniczego, łącznikowego. Ponadto istnieje 21 języków konstytucyjnych, dopuszczanych jako języki wykładowe i urzędowe w określonych stanach: asamski, bengalski, bodo, dogri, gudźarati, kannada, kaśmiri, konkani, maithili, malajalam, manipuri, marathi, orija, pendżabski, nepalski, santalski, sindhi, sanskryt, tamilski, telugu, urdu.

## System polityczny

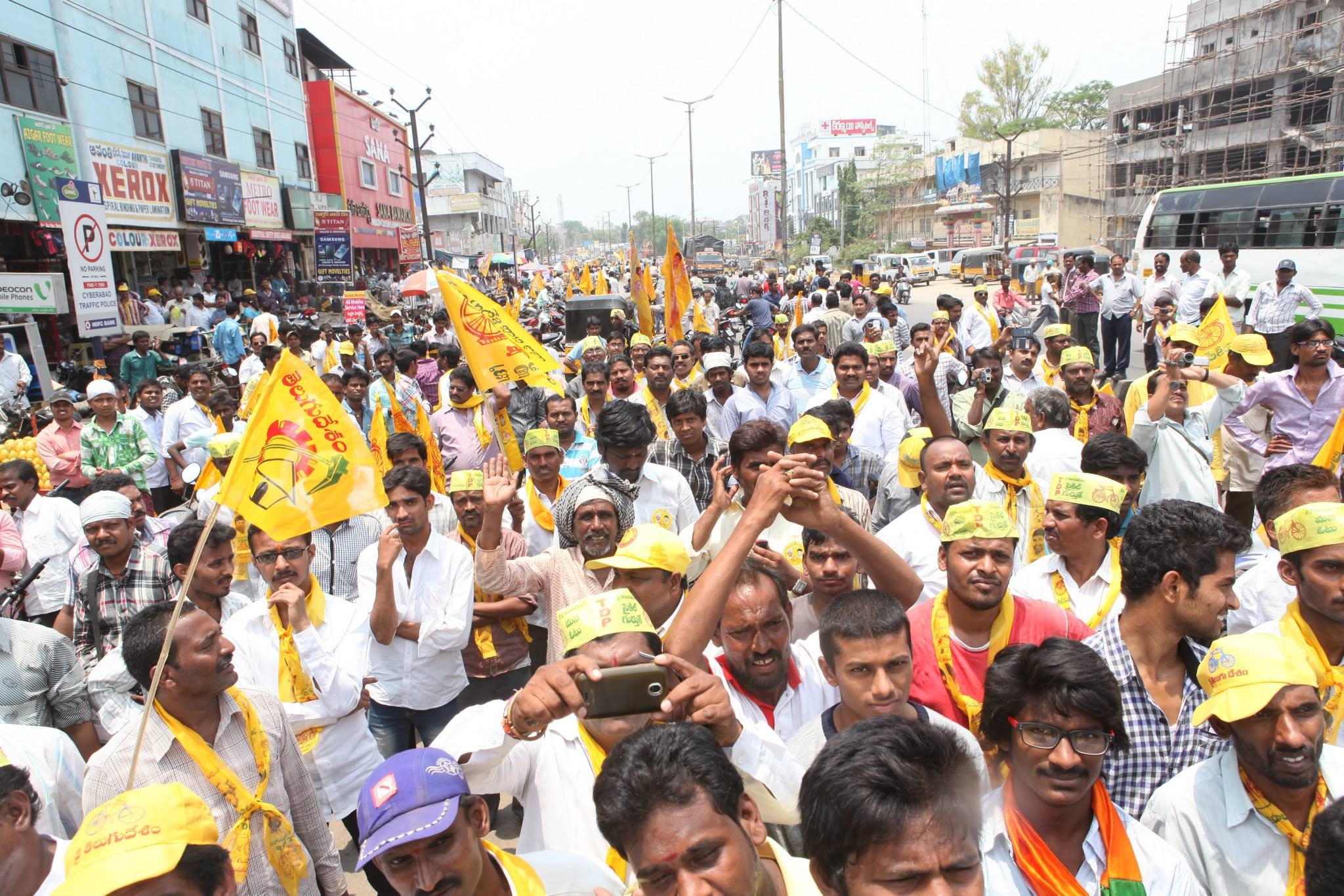
Wybory parlamentarne w Indiach w 2014 roku

Podstawy ustroju politycznego określa konstytucja Indii z 1950 r. Indie są demokratyczną republiką federacyjną. Głową państwa jest prezydent, jednak faktyczna władza pozostaje w rękach premiera. Organem ustawodawczym jest dwuizbowy parlament – Sansad, składający się z Izby Ludowej (Lok Sabha) i Izby Stanów (Rajya Sabha), obradującej pod przewodnictwem wiceprezydenta.
Stany mają własne organy władzy, na czele stoi gubernator mianowany przez prezydenta.
Indie są największą demokracją świata.

### Partie polityczne

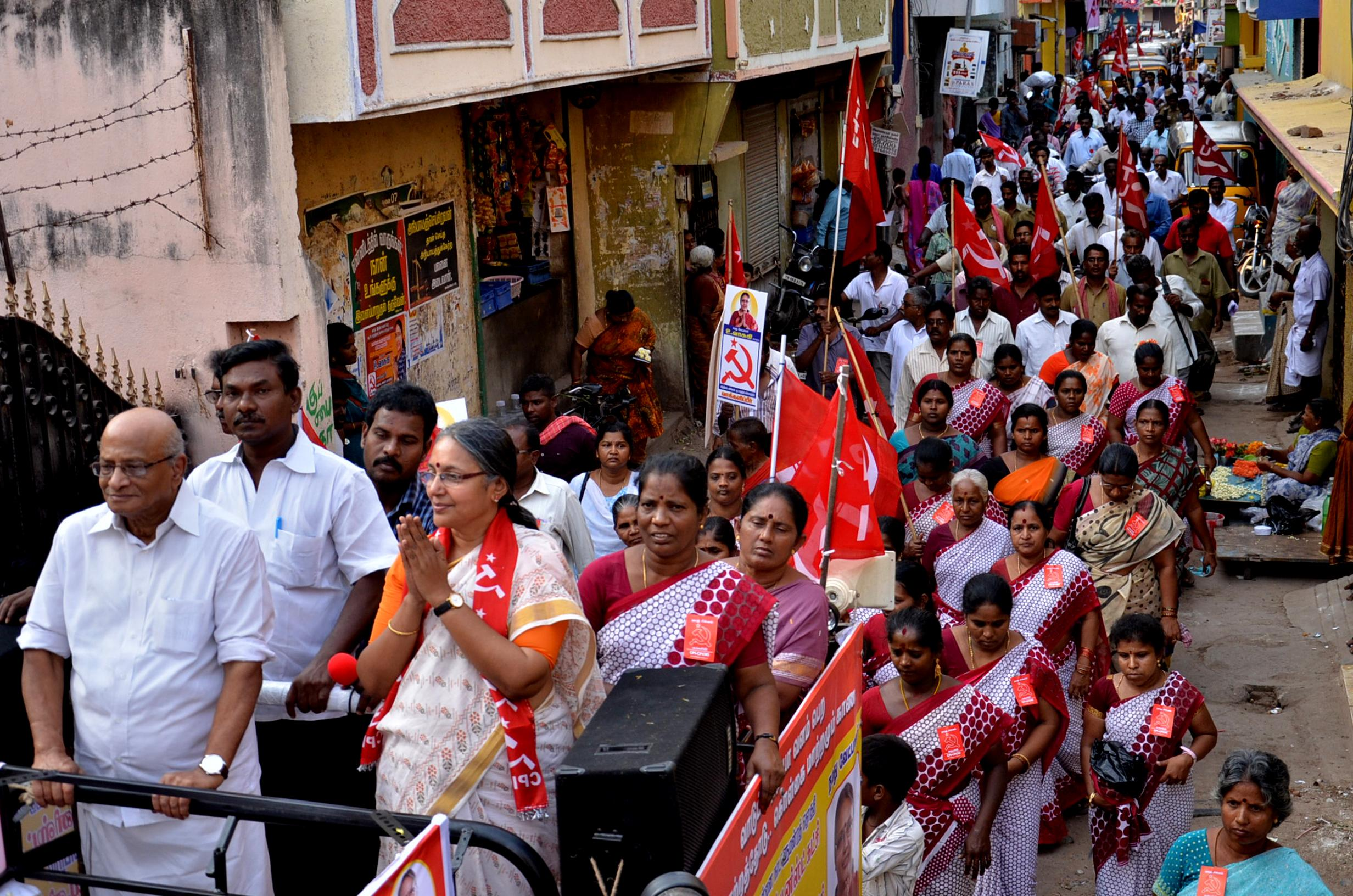
Komunistyczna Partia Indii

Główne partie i sojusze polityczne to: Indyjski Kongres Narodowy (Indian National Congress) oraz Narodowy Sojusz Demokratyczny (National Democratic Alliance), pod przywództwem Indyjskiej Partii Ludowej (Bharatiya Janata Party). Trzecią siłą są Komunistyczna Partia Indii i Front Lewicy (Left Front).

### Święta narodowe
Najważniejsze indyjskie święta
- 26 stycznia – rocznica proklamowania republiki (1950)
- 15 sierpnia – rocznica uzyskania niepodległości (1947)

## Podział administracyjny

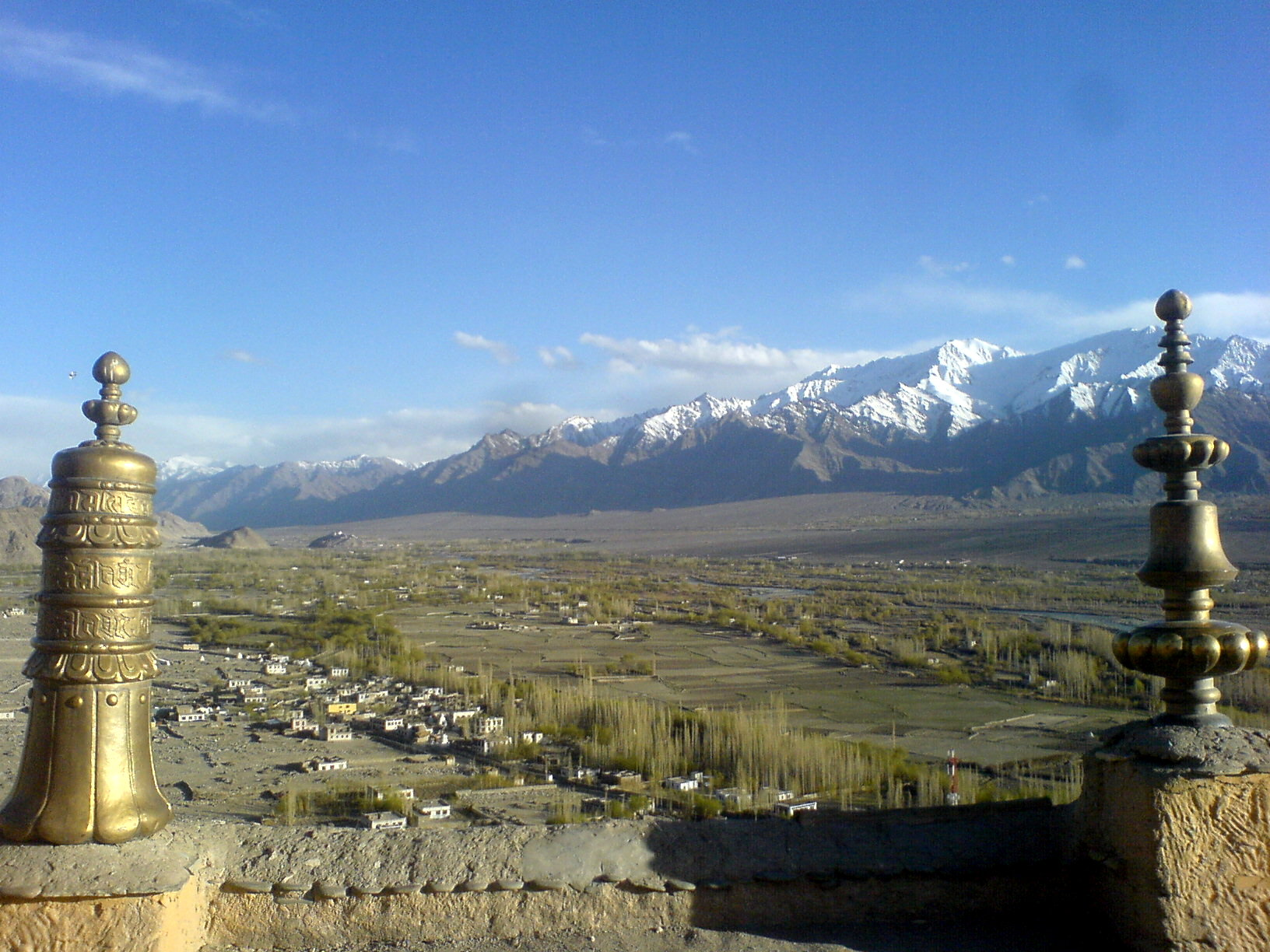
Dżammu i Kaszmir

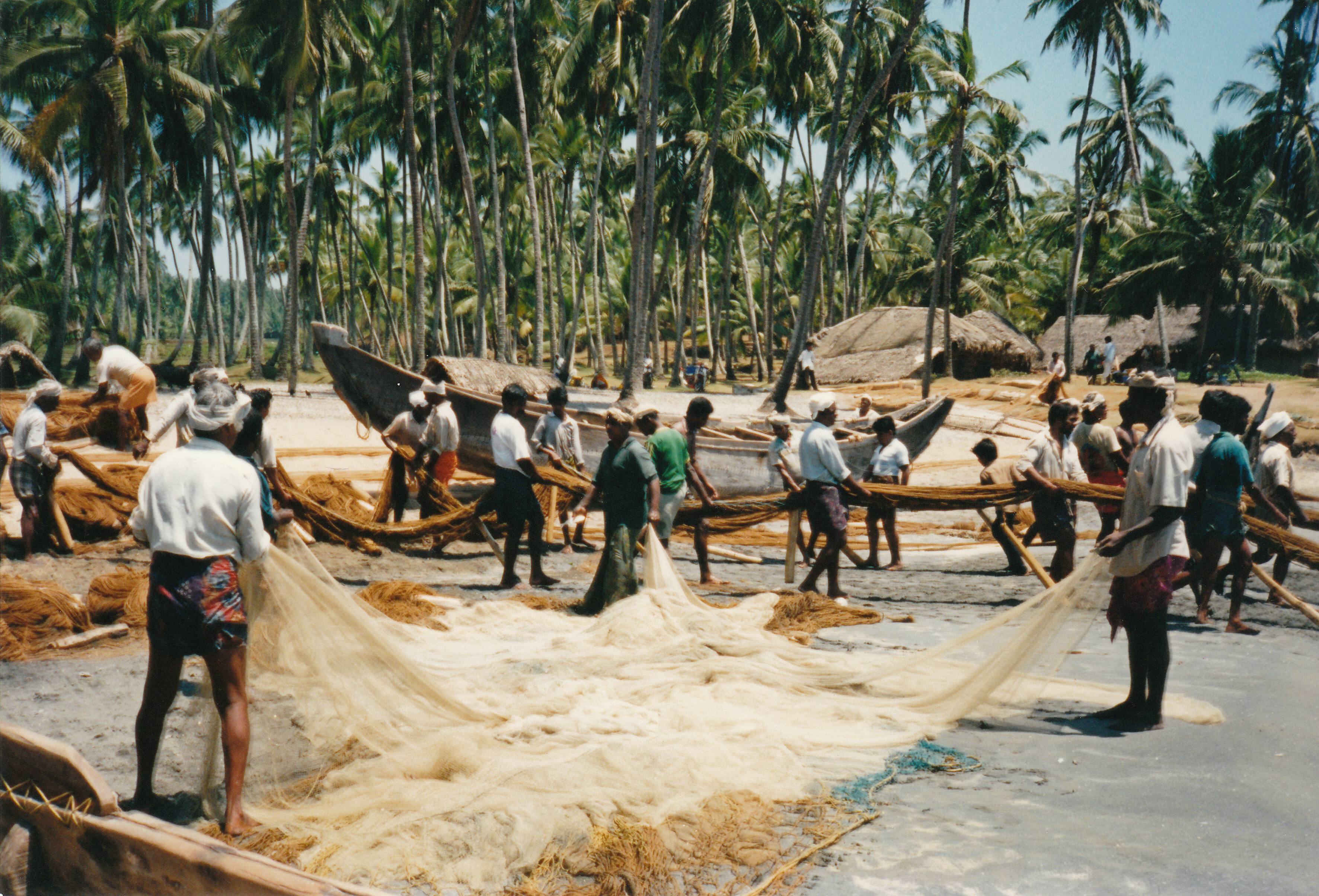
Kerala

Radżastan

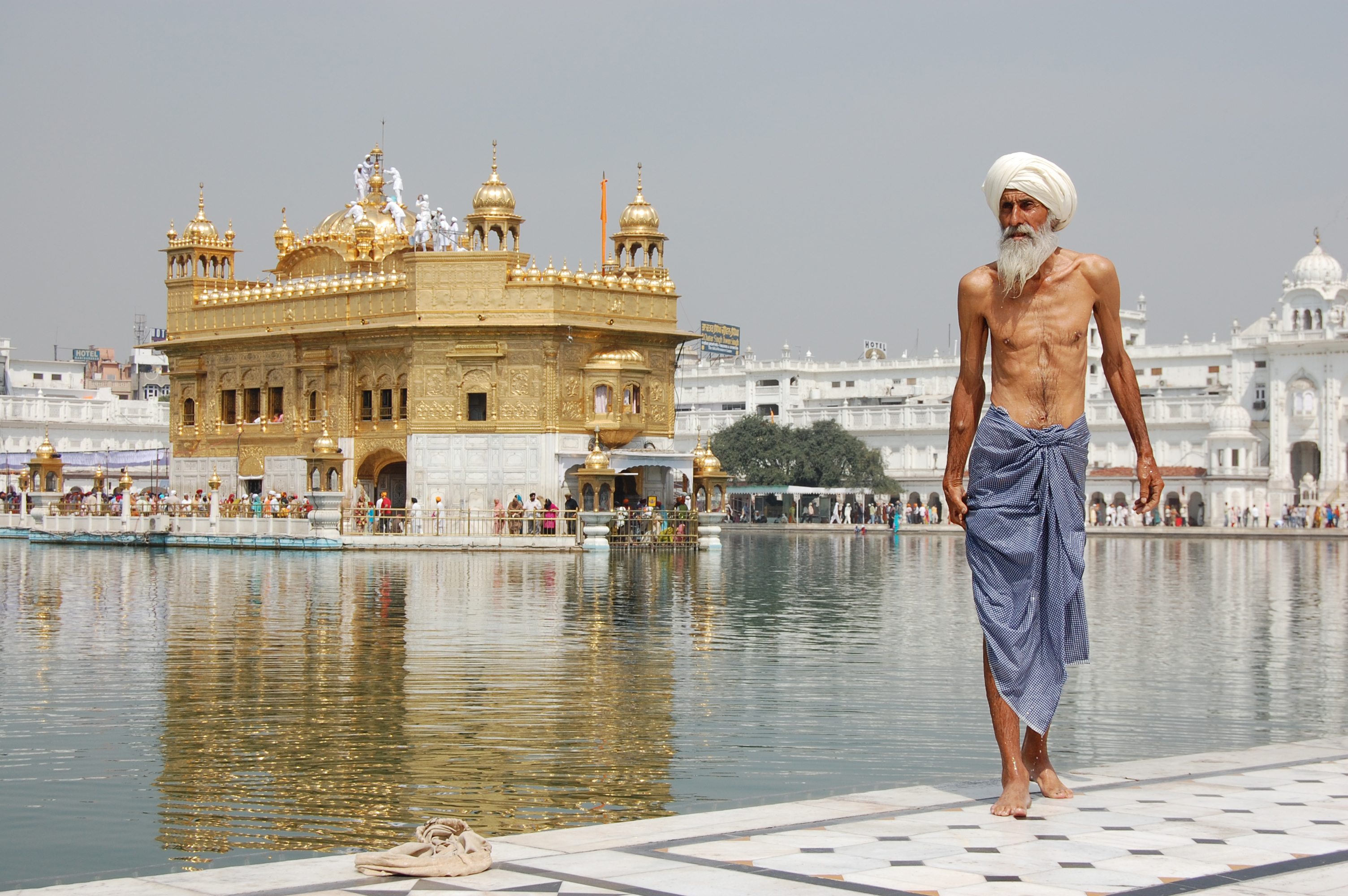
Pendżab

Indie podzielone są na 28 stanów, 7 terytoriów związkowych i 1 terytorium stołeczne. W drugim rzędzie dzielą się na 591 dystryktów.
Nazwy jednostek administracyjnych podano w wersji polskiej (jeżeli istnieje polski egzonim), wersji angielskiej (ang.) oraz w wersji hindi w polskiej transkrypcji (trb.) i w transliteracji (trl.):
| Stany: |
| 1. Andhra Pradesh (ang.); Andhra Pradeś (trb.), Āṁdhra Pradeś (trl.) 2. Arunachal Pradesh (ang.); Arunaćal Pradeś (trb.), Aruṇācal Pradeś (trl.) 3. Asam; Asam (trb.), Asam (trl.) 4. Bengal Zachodni; West Bengal (ang.); Paśćimi Bangal (trb.), Paścimī Baṁgāl (trl.) 5. Bihar; Bihar (trb.), Bihār (trl.) 6. Chhattisgarh (ang.); Ćhattisgarh (trb.), Chattīsgaṛh (trl.) 7. Goa; Gowa (trb.), Govā (trl.) 8. Gudźarat; Gujarat (ang.); Gudźarat (trb.), Gujarāt (trl.) 9. Hariana; Haryana (ang.); Harijana (trb.), Hariyāṇā (trl.) 10. Himachal Pradesh (ang.); Himaćal Pradeś (trb.), Himācal Pradeś (trl.) 11. Jharkhand (ang.); Dźharkhand (trb.), Jhāṛkhaṁḍ (trl.) 12. Karnataka; Karnataka (trb.), Karṇāṭaka (trl.) 13. Kerala; Kerala (trb.), Kerala (trl.) 14. Madhya Pradesh (ang.); Madhja Pradeś (trb.), Madhya Pradeś (trl.) 15. Maharasztra; Maharashtra (ang.); Maharasztra (trb.), Mahārāṣṭra (trl.) 16. Manipur; Manipur (trb.), Maṇipur (trl.) 17. Meghalaya (ang.); Meghalaja (trb.), Meghālaya (trl.) 18. Mizoram; Mizoram (trb.), Mizorām (trl.) 19. Nagaland; Nagalaind (trb.), Nāgālaiṁḍ (trl.) 20. Orisa (pol.); Odisha (ang.), poprzednio Orissa; Urisa (trb.), Uṛīsā (trl.) 21. Pendżab; Punjab (ang.); Pańdźab (trb.), Paṁjāb (trl.) 22. Radżastan; Rajasthan (ang.); Radźasthan (trb.), Rājasthān (trl.) 23. Sikkim; Sikim (trb.), Sikim (trl.) 24. Tamilnadu; Tamil Nadu (ang.); Tamilnad (trb.), Tamilnād (trl.) 25. Telangana 26. Tripura; Tripura (trb.), Tripura (trl.) 27. Uttarakhand (ang.); Uttarakhand (trb.), Uttarākhaṁḍ (trl.) 28. Uttar Pradesh (ang.); Uttar Pradeś (trb.), Uttar Pradeś (trl.) |

Terytoria związkowe:
1. Andamany i Nikobary; Andaman and Nicobar Islands (ang.); Andaman aur Nikobar Dwip (trb.), Aṁdamān aur Nikobār Dvīp (trl.)
2. Czandigarh; Chandigarh (ang.); Ćandigarh (trb.), Caṁḍīgaṛh (trl.)
3. Dadra, Nagarhaweli, Daman i Diu; Dadra and Nagar Haveli and Daman and Diu (ang.)
4. Dżammu i Kaszmir; Jammu and Kashmir (ang.); Dźammu aur Kaśmir (trb.), Jammū aur Kaśmīr (trl.)
5. Ladakh
6. Lakszadiwy; Lakshadweep (ang.); Lakszadwip (trb.), Lakṣadvīp (trl.)
7. Puducherry (do 2006 Pondicherry) (ang.); Puduććeri (trb.), Puducceri (trl.)

Narodowe terytorium stołeczne:
1. Delhi; Dilli (trb.), Dillī (trl.)

## Gospodarka
| Waluta                   | Rupia indyjska (100 pajsa)      |
| Wielkość PKB (2013)      | 4716 mld. USD (PPP) (szacowana) |
| PKB na mieszkańca (2013) | 4000 USD (PPP)                  |
| Stopa wzrostu PKB (2013) | 3,8% (szacowana)                |
| Stopa bezrobocia (2013)  | 6,1%                            |
| Stopa inflacji (2013)    | 9,7%                            |
| Dług publiczny (2011)    | 51,6% PKB                       |
| Wskaźnik Giniego (2000)  | 32,5%                           |

Do lat 90. gospodarka Indii była gospodarką quasi-socjalistyczną, z dużym udziałem sektora państwowego i ścisłą kontrolą państwa nad sektorem prywatnym i handlem zagranicznym. Ten model ukształtował się w czasie rządów Jawaharlala Nehru. Od 1991 r. rozpoczęły się w Indiach liberalne reformy gospodarcze. Zmniejszona została kontrola państwa nad gospodarką, przeprowadzono również prywatyzację szeregu przedsiębiorstw państwowych. W rezultacie, od lat 90. gospodarka indyjska dynamicznie się rozwija (w ostatnich latach w tempie około 8% rocznie). W 2006 r. gospodarka Indii była czwartą pod względem wielkości produkcje rejestrowanej gospodarką świata (po gospodarkach USA, Chin i Japonii), z produkcją rejestrowaną sięgającą 4042 miliarda USD (według parytetu siły nabywczej – PPP), przy czym wielkość PKB na mieszkańca wynosi zaledwie 3,8 tysiąca USD (PPP). Według danych indyjskich, 25% ludności żyje poniżej granicy ubóstwa, pod względem wartości legalnego (opodatkowanego) zarobku. Wyniki te nie są jednak w przypadku tego kraju miarodajne, gdyż podstawą płatnej produkcji tego kraju jest szara strefa, która jest pięciokrotnie wyższa od PKB kraju - po wliczeniu jej do PKB, wyniosła by około 80% całego produktu.
Podstawą gospodarki Indii przez długi czas było rolnictwo. Obecnie w rolnictwie pracuje wciąż około 60% spośród liczącej około 510 milionów osób siły roboczej. Jednocześnie rolnictwo wytwarza zaledwie 20% PKB Indii (2006). Sektor przemysłowy zatrudnia około 12% siły roboczej Indii i wytwarza około 20% PKB, natomiast najdynamiczniej rozwijający się sektor usług, zatrudniający 28% siły roboczej – około 60% PKB.
W 2006 roku eksport Indii wyniósł około 112 miliardów USD, a głównymi dobrami eksportowymi były tekstylia, biżuteria i oprogramowanie. Import Indii w 2006 roku wyniósł około 188 miliardów USD i obejmował głównie surowce energetyczne i maszyny. Głównymi partnerami handlowymi Indii są USA, kraje UE, Chiny i Zjednoczone Emiraty Arabskie.

### Turystyka
W 2015 roku kraj ten odwiedziło 8,027 mln turystów (4,5% więcej niż w roku poprzednim), generując dla niego przychody na poziomie 21,013 mld dolarów.

### Transport

Sieć autostrad

W Indiach istniało (w 2006) 63 221 km linii kolejowych (w tym: 46 807 km szerokotorowych 1676 mm, z czego 17 343 km zelektryfikowanych), co odpowiada wskaźnikowi gęstości sieci 1,92 km/100 km² powierzchni. Nieco lepiej przedstawia się indyjska sieć dróg. Ich łączna długość (w 2006) wynosiła 3 316 452 km, co daje wskaźnik 100,9 km/100 km² powierzchni.

## Kultura

### Zabytki Indii

Tadź Mahal

- Tadź Mahal
- Czerwony Fort
- zespół świątyń w Khajuraho

### Sport

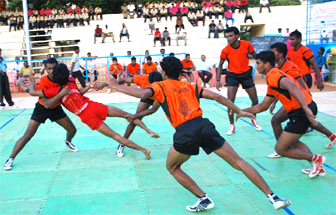
Mecz w kabaddi

Popularnym sportem w Indiach jest hokej na trawie. Reprezentacja Indii jest najbardziej utytułowaną drużyną w historii tego sportu. Na Igrzyskach Olimpijskich sportowcy z Indii wywalczyli dotychczas łącznie 9 złotych medali, z czego 8 z nich zdobyto właśnie w tej dyscyplinie drużynowej.
Dużym uznaniem, podobnie jak w wielu byłych koloniach brytyjskich, cieszy się również krykiet.
W Indiach uprawia się wiele dyscyplin sportowych które nie zyskały szerokiego uznania poza Azją, a często nawet poza Indiami. Zaliczają się do nich:
- Kabaddi – gra zespołowa
- Gilli danda – gra wywodząca się ze starożytności, pierwowzór baseballu, jedną z jej odmian jest klipa
- Kho kho(inne języki) – rozgrywana na świeżym powietrzu gra logiczna z elementami zabawy w berka
- Liczne indyjskie sztuki walki takie jak Thang-ta, Silambam czy azjatyckie zapasy Pehlwani(inne języki)

Piłka nożna cieszy się w Indiach umiarkowanym zainteresowaniem. Reprezentacja Indii w piłce nożnej mężczyzn raz w swojej historii uzyskała awans na Mundial po wycofaniu się innych państw azjatyckich z eliminacji. Ostatecznie drużyna narodowa nie pojechała na mistrzostwa ze względu na nakaz gry w obuwiu sportowym (indyjscy piłkarze chcieli grać boso). W Pucharze Azji drużyna grała nieregularnie, najczęściej kończąc swój udział już na fazie grupowej turnieju. Wyjątkiem był turniej z roku 1964, gdzie reprezentacja zajęła drugie miejsce.

## Statystyki demograficzne

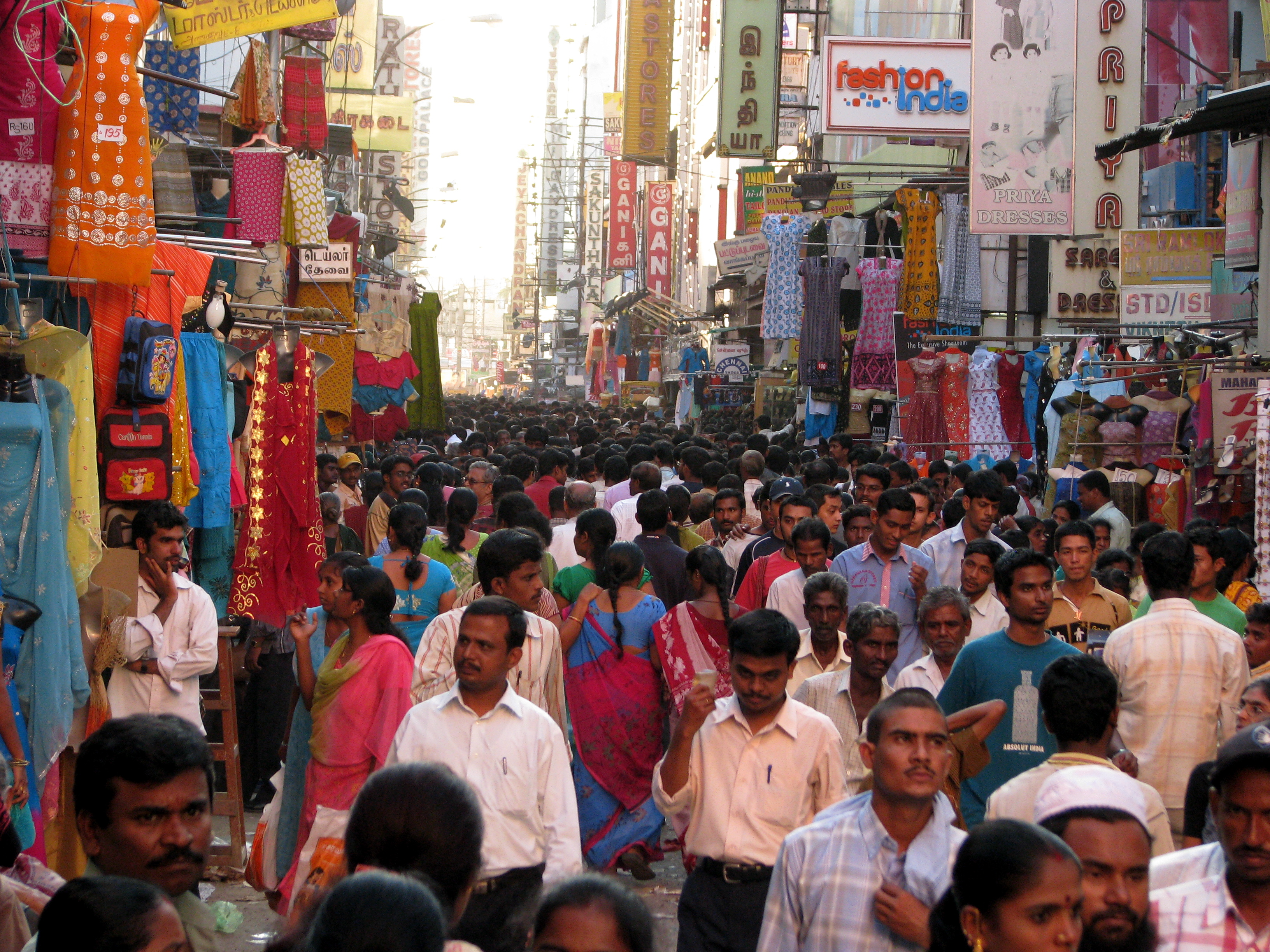
Ćennaj

Dane można znaleźć w CIA Factbook
| (lipiec 2012)                     |                                                 |
| Liczba ludności                   | 1 205 073 612                                   |
| Ludność według wieku              |                                                 |
| 0 – 14 lat                        | 29,3% (mężczyzn 187 386 162/kobiet 165 345 284) |
| 15 – 64 lat                       | 65,2% (mężczyzn 406 071 850/kobiet 379 152 490) |
| 65 lat i więcej                   | 5% (mężczyzn 31 892 823/kobiet 35 225 003)      |
| Średnia wieku                     |                                                 |
| W całej populacji                 | 26,5 lat                                        |
| Mężczyzn                          | 25,9 lat                                        |
| Kobiet                            | 27,2 lat                                        |
| Przyrost naturalny                | 1,312‰                                          |
| Współczynnik urodzeń              | 20,6 urodzeń/1000 mieszkańców                   |
| Współczynnik zgonów               | 7,43 zgonów/1000 mieszkańców                    |
| Współczynnik migracji             | –0.05 imigrantów/1000 mieszkańców               |
| Ludność według płci               |                                                 |
| przy narodzeniu                   | 1,12 mężczyzn/kobiet                            |
| poniżej 15 lat                    | 1,13 mężczyzn/kobiet                            |
| 15 – 64 lat                       | 1,07 mężczyzn/kobiet                            |
| powyżej 64 lat                    | 0,9 mężczyzn/kobiet                             |
| w całej populacji                 | 1,08 mężczyzn/kobiet                            |
| Umieralność niemowląt             |                                                 |
| W całej populacji                 | 46,07 śmiertelnych/1000 żywych                  |
| płci męskiej                      | 44,71 śmiertelnych/1000 żywych                  |
| płci żeńskiej                     | 47,59 śmiertelnych/1000 żywych                  |
| Oczekiwana długość życia          |                                                 |
| W całej populacji                 | 67,14 lat                                       |
| Mężczyzn                          | 66,08 lat                                       |
| Kobiet                            | 68,33 lat                                       |
| Rozrodczość                       | 2,58 urodzeń/kobietę                            |
| Współczynnik dorosłych z HIV/AIDS | 0.3% (2009)                                     |
| Liczba osób żyjących z HIV/AIDS   | 2 400 000 (2009)                                |
| Liczba zmarłych na HIV/AIDS       | 170 000 (2009)                                  |
| Liczba oficjalnych języków        | 22                                              |

### Historia
- Indie Brytyjskie
- lista zamachów terrorystycznych w Indiach

### Kultura
- Bollywood
- klasyczna muzyka indyjska
- klasyczne tańce indyjskie
- kuchnia indyjska
- sztuka indyjska
- ubiory indyjskie

### Religia
- system kastowy
- wyzwolenie w hinduizmie
- definicja i klasyfikacja hinduizmu
- lista postaci z mitologii indyjskiej
- chrześcijanie św. Tomasza
- Świadkowie Jehowy w Indiach